# Rhipidura rufidorsa
El abanico dorsirrufo (Rhipidura rufidorsa) es una especie de ave paseriforme de la familia Rhipiduridae endémica de Nueva Guinea.

## Distribución y hábitat
Se encuentra únicamente en la isla de Nueva Guinea. Su hábitat natural son las selvas tropicales húmedas de terrenos.